# Cybocephalus ampla
Cybocephalus ampla là một loài bọ cánh cứng trong họ Cybocephalidae. Loài này được Sahlberg miêu tả khoa học năm 1907.